# Kelet-európai-síkvidék
A Kelet-európai-síkvidék (Oroszországban: Orosz-síkság) Európa legnagyobb tájegysége. 
Nincsenek pontosan megállapított határai, egyes szerzők szerint kb. 3 000 000 km²-nyi területű, mások szerint mintegy 4 000 000 km²-nyi. Kiterjedése észak–déli irányban legalább 2750 km, nyugat–keleti irányban pedig hozzávetőleg 1500 km. Legnagyobb része Oroszország európai területén fekszik.

## Földrajz
A hatalmas, egyhangú síkvidék területén néhol 300–400 m magas dombságok, hátságok emelkednek ki, legalacsonyabb része pedig a Kaszpi-mélyföld. A síkság északi részén a jégkorszak elmúltával morénahalmok maradtak vissza, amelyek között kisebb-nagyobb tavak, lápok, mocsarak keletkeztek. Ilyen tavak például a Ladoga-tó, az Onyega-tó, a Csúd-tó, a Finn-tóvidék tavai. A síkság középső és déli részét a mezőgazdasági termesztés szempontjából kiváló minőségű feketeföld (csernozjom) talaj alkotja. Ásványkincsekben ugyancsak gazdag: földgázt, kőolajat, vasércet, sóféléket tartalmaznak a talaj kőzetei. 
A síkság legdélebbi területeit a fekete-tengeri síkság és délkeleten a Kaszpi-mélyföld foglalja el. A Kaszpi-mélyföldet többnyire tartós szárazság sújtja és félsivatagi-sivatagi táj alakult ki.

### Kiterjedése
Területe legalább a következő országokra terjed ki:
- Oroszország európai része
- Ukrajna
- Fehéroroszország
- Lengyelország
- Lettország
- Litvánia
- Észtország
- Finnország
- Moldova
- Kazahsztán európai része

### Határai, nagyobb tájegységei
- Északnyugati részén a Kola-félszigettel és Karéliával határos. A Kola-félsziget geológiailag a Balti-pajzshoz kapcsolódik. A jég lecsiszolta a kőzetét és keskeny vonulatokat hozott létre. A mélyedésekben tavak helyezkednek el. Legnagyobb a Ladoga, amelyet tektonikus süllyedés hozott létre. Az Onyega-tó és az Urál között óriási kiterjedésű síkság fekszik morénavidékekkel.
- Északi részén tundravidékek jellemzőek, ettől kissé délebbre már erdős hátságok fekszenek: Szmolenszk–Moszkvai-hátság, Balti-hátság.
- Középső és déli részének nagyobb tájegységei: Valdaj-hátság, Voliny–Podóliai-hátság(wd), Dnyeper menti síkság, Közép-orosz-hátság, Volgamenti-hátság, Oka–Don-síkság.
- Keleten az Obscsij szirt és az Elő-Urál magasabb fekvésű területei fekszenek.
- Legdélebbi területe a Fekete-tengeri-síkság és a Kaszpi-mélyföld. A mélyföldön kiterjedt sós tavak helyezkednek el, mint az Elton-tó vagy a Baszkuncsak-tó. E tavak vize a forró nyárban elpárolog, s a só mint valami fehér páncél, vastag rétegben ragyog a szikrázó napsütésben.

### Nagyobb folyói
- Volga
- Dnyeper
- Don
- Urál
- Pecsora
- Káma
- Oka
- Belaja
- Daugava stb.

### Éghajlata
A síkság elsősorban az Atlanti-óceán felől érkező nyugati légáramlatok hatása alatt áll. Az éghajlat nemcsak a földrajzi szélességgel, hanem nyugat-keleti irányban is változik. A Balti-tenger partvidékén nedves tengeri klímával, míg a Kaszpi-tengernél félsivatagi éghajlattal találkozunk. A kontinentális jelleg kelet felé erősödik. A 48-50. szélességi foktól délre, a száraz ázsiai területek hatására  az uralkodó szél iránya keletire vált át. A sík vidék lehetővé teszi a légáramlatok gyors mozgását, s ez az időjárás változékonyságát eredményezi. A nyár északon rövid és hűvös, a középső és déli területeken meleg, a mezőgazdaságra általában kedvező.

## Fordítás
- Ez a szócikk részben vagy egészben  az   Osteuropäische Ebene című német Wikipédia-szócikk fordításán alapul.  Az eredeti cikk szerkesztőit annak laptörténete sorolja fel. Ez a jelzés csupán a megfogalmazás eredetét és a szerzői jogokat jelzi, nem szolgál a cikkben szereplő információk forrásmegjelöléseként.
- Ez a szócikk részben vagy egészben  a(z)   Восточно-Европейская равнина című orosz Wikipédia-szócikk fordításán alapul.  Az eredeti cikk szerkesztőit annak laptörténete sorolja fel. Ez a jelzés csupán a megfogalmazás eredetét és a szerzői jogokat jelzi, nem szolgál a cikkben szereplő információk forrásmegjelöléseként.